# Symfilia
Symfilia (symphylium) – szczególny przypadek ektosymbiozy dwu gatunków zwierzęcych, w którym gospodarz (mrówki, termity) chroni i żywi gościa (niektóre chrząszcze i larwy motyli) w zamian za wydzielinę jego gruczołów allotroficznych. Symfilia ma charakter mutualistyczny
Symfilami są najczęściej larwy motyli z rodziny modraszkowatych i chrząszcze z rodziny kusakowatych. Gospodarze transportują je do komór z własnym potomstwem, gdzie je czyszczą i karmią, a pobierają wydzielinę jego gruczołów.